# 週刊石川雅之
『週刊石川雅之』（しゅうかん いしかわまさゆき）は、石川雅之による漫画作品。
漫画雑誌「モーニング」（講談社）において、2002年35号、46号〜2003年4・5合併号まで掲載された。

## 概要
時代背景、登場人物、環境など、内容に関連性の無い、全11話の読み切り短編集。
第1週めの「彼女の告白」が好評を得たことにより、その後の10話を連載するに到った。また同作品は古田亘監督によりショートフィルムとして映像化された。
第6週めの『WILD BOYS BLUES』は、BS-i、BSフジ共同製作番組「68」において、大岡俊彦監督によりドラマ化された。タイトルは『キラー・ジョー』。
第3週めの『自分を信じた男2』は、フジテレビ「世にも奇妙な物語 特別編『自分を信じた男』」において、稲垣吾郎、手塚とおる出演により映像化された。

## あらすじ

### 第1週め 彼女の告白
田舎で暮らす両親の元へ、長男の達彦が3年ぶりに帰省した。しかし、精悍な若者だったはずの彼は、今どきの美しい女性へと変化していた。当初、両親は驚き、激怒するが、次第に達彦に理解を示していく。そして彼ら自身にも重大な秘密があることを明らかにするのだが……

### 第2週め 仮面で踊ろう
妻が夫の忘れ物から見つけたマスク。妻、息子、姑の3人は、そのマスクの用途について思いを巡らせていく。姑の誕生日を祝うはずの、平和な家庭に波乱が巻き起こる。やがて帰宅した夫が明らかにしたその用途は、意外なものであった……

### 第3週め 自分を信じた男2
存在感が薄く、他人から無視されることばかりの2人の男。偶然出会った2人は、自身の生まれてきた意味、そして生きた証を残すため、一世一代の大バクチを打つのだが……

### 第4週め ただそれだけで
大企業に勤める山崎敦子は、仕事において、そして恋においてもイラつきを感じていた。そんなとき、敦子の自宅ポストに1枚のチラシが舞い込む。つまらない一日が、とてもいい日に変わる幸運。

### 第5週め 趣味の時間
アルバイトで肉体労働する4人が、昼食を取るため、ファミリーレストランに入った。店員の女性について話を始めたはずが、次第にエスカレートし、彼らはそれぞれの性的嗜好を語りだす。

### 第6週め WILD BOYS BLUES
かつてキラー・ジョーと呼ばれた殺し屋は、足を洗い、今や、スナックで昔話を語る普通のオジサンと化していた。しかし、旧敵タナー兄弟に出会ったことで、かつての熱い想いを取り戻す。

### 第7週め テレビショウ
透視能力を持つターニャが、兄のミルコと共に、日本の超常現象を紹介するテレビ番組に出演した。透視を成功させるターニャに、他の出演者から疑惑と、さらなる実験を求める声があがる。お題として出されたのは日本の花札であった……

### 第8週め 急げ隼丸
戦国時代。同盟先の早川家が裏切り、御屋形様に戦を挑んできた。早川家に嫁がせた娘の千姫を救うため、忍者の隼丸に下知が下される。だが、御屋形様の下知は異様に長く、隼丸は出るに出られない。果たして彼は、無事に千姫を救出することができるのか……

### 第9週め フランスの国鳥
飼い主によって、生命の危機に陥りそうなニワトリ親子が「山のかなた」の楽園フランスを目指して脱走を企てた。そこではニワトリは、国鳥として保護されているという。しかしニワトリにとってその道は遠く、険しいものであった。はたして親子は無事にフランスにたどり着けるのか？

### 第10週め よかったね
時は（多分）江戸時代。領主による村対抗の凧揚げ大会が開催されていた。しかし北村は何を聞き間違えたか大凧ならぬ大蛸を持ってきてしまった。こっそり帰ろうとする北村の村人たちだったが、練習をしなかったがゆえに「秘密兵器」を隠していると、領主らから大いに期待されており、帰るに帰れなくなってしまう。凧揚げ大会の結果は如何に……

### 第11週め バス停
啓介と美加は、平日の昼にとあるバス停で出会った。朝は同じバス停を利用しながら、お互いのことは知らない二人であったが、バスを待ちながら、なんとなく会話を交わすようになっていく。啓介は祖母の危篤、美加は両親の不仲でそれぞれ心を痛めていた。その後も何かと顔をあわせるようになった二人は、お互いの悩みを明かし、ゆるやかな共感をもつ。

## 著作権侵害事件
黒木敬士が監督した自主製作短編映画作品『帰省』が読者からの指摘で本作収録の「彼女の告白」と酷似している事が判明した。石川とイブニング編集部は黒木に対し説明を求めたが、黒木は「石川の漫画は読んだことが無く劇団のオリジナル演劇に基づいて映画化した」と主張し著作権侵害を全面否定したため、東京地方裁判所に著作者人格権及び著作権侵害で提訴。裁判では映画の元になったとされる演劇の劇団名や上演時期・場所等が劇団と連絡が取れなくなったとして一切明らかにされなかったため石川の漫画が映画の原作となったと認定され、2013年11月22日に黒木に対し当該映画が記録されたフィルム・電磁的記録媒体の廃棄と賠償金の支払いを命じる判決が出された。黒木側は控訴せず、判決が確定している。なお当該作品は第5回したまちコメディ映画祭in台東のしたまちコメディ大賞2012に出品し入選したが、本件が判明した後に入選が取り消されている。

## 単行本
- 全1巻 - 2003年2月21日発行（2003年2月21日発売）、ISBN 978-4-06-328867-4